# Claudio López
Claudio Javier López (* 17. Juli 1974 in Río Tercero) ist ein ehemaliger argentinischer Fußballspieler. Er stand zwischen 1996 und 2004 in Europa beim FC Valencia und bei Lazio Rom unter Vertrag und spielte für die argentinische Nationalmannschaft.

## Karriere

### Verein
Claudio López begann seine Karriere bei Racing Club Avellaneda, für die er von 1992 bis 1996 spielte. Anschließend wechselte er zum spanischen Club FC Valencia, bei dem er vier Jahre spielte. In der Pokalsaison 1998/99 wurde López Torschützenkönig und gewann mit dem FC Valencia die Copa del Rey. Im Finale gegen Atletico Madrid steuerte er zwei Tore zum 3:0-Sieg bei.
Im Sommer 2000 wechselte er für eine Ablösesumme von circa 23 Millionen Euro zu Lazio Rom in die italienische Serie A. Dort spielte er bis zur Saison 2003/04, nach der er nach Mexiko zum Club América wechselte, um dort bis 2006 zu spielen. 2007 kehrte er wieder zu seinem alten Verein Racing Club Avellaneda zurück. Ab März 2008 spielte López für die Kansas City Wizards in der US-amerikanischen Major League Soccer, ab 2010 lief er für die Colorado Rapids auf. Im Mai 2011 gab er seinen Rücktritt vom professionellen Fußball bekannt.

### Nationalmannschaft
López hat insgesamt 58 Spiele für die argentinische Fußballnationalmannschaft bestritten und dabei 10 Tore erzielt. Er hat 1996 mit Argentinien Silber bei den Olympischen Spielen gewonnen und nahm an den Weltmeisterschaften 1998 und 2002 teil.